# Xã Rosedale, Quận Tripp, Nam Dakota
Xã Rosedale (tiếng Anh: Rosedale Township) là một xã thuộc quận Tripp, tiểu bang Nam Dakota, Hoa Kỳ. Năm 2010, dân số của xã này là 38 người.